# الأوسكار التعليمي
الأوسكار التعليمي هي جائزة علمية ينظِّمها مركز تنمية الموارد البشرية HDTC في دبي أحد المراكز التابعة لـ هيئة المعرفة في حكومة دبي.، انطلقتِ النسخةُ الأولى من الجائزةِ بدايةِ العام 2020 برعايةِ اتحاد المبدعين العرب، الاتحاد العضو في الأمم المتحدة، وأحد اتحادات جامعة الدول العربية، ومن أبرزِ الشخصياتِ التي حضرتِ الحفلَ الختاميِّ الذي تُوِّجَ بهِ الفائزون محمد نجيب ميقاتي رئيس وزراء الجمهورية اللبنانية ملقيًا كلمة بلاده، وكذلكَ سفراءُ الأردن ومصر ولبنان وغيرهم من سفراءِ الدولِ العربية في دولة الإمارات العربية المتحدة، وكذلك حضرها وزير التعليم النيجِري.

## أهداف الجائزة وفئاتها الستة
تقامُ الجائزةُ انطلاقًا من كونِ الإبداعِ العلمي والتعليمي والمهاري ذو امتياز خاص وقيمة فريدة من نوعها، وأنَّ ناشرِي المعرفةِ من جامعاتٍ ومراكز تدريبية وتعليمية وأفرادٍ مجتهدين يستحقونَ التكريمَ وتسليط الضوء على إنجازاتهم وفتح منبر جديد للعلم والعلماء والمتميزين من أصحاب البصمة المؤثرة، انطلقت المبادرة لمنح هؤلاء النخبة الأوسكار التعليمي للجدارة والتميز العلمي.

## فئاتها
1. الشخصية العلمية الأبرز
وتختص بتكريم الشخصية العلمية ذات الإنجازات العلمية والفكرية وذات التأثير الإيجابي الواضح سواءً من حيث الظهور، التأليف، البحث أو التميز العلمي.
وفازَ بها في النسخةِ الأولى هذا العام المفكرُ الاقتصادي الدكتور طلال أبو غزالة، مؤسس مجموعة طلال أبو غزالة العالمية، ومن أبرزِ من كانوا مرشحينَ للفوزِ بالجائزةِ هذا العام الكاتب والروائي العراقي أحمد خيري العمري، والراعي الثقافي ورجل الأعمال المعروف جمعة الماجد والكاتب والروائي اللبناني أمين معلوف.
2- المتحدث الأفضل
انطلاقًا من كون الخطابةُ والإلقاء فن أصيل تباهَى بهِ العربُ منذ قديمِ الزمان، ويتم اختيارُ المحاضر الأمهر في إلقائهِ وأسلوبه وتأثيره على الحاضرين، وقد فازَ بالجائزةِ المستشارُ الأسري الأردني خليل زيود، ورُشِّحَ عن هذهِ الفئة الإعلامي الدكتور محمد عصام محو وتنافش المذكوران مع بطلِ العالمِ للخطابة السعودي محمد القحطاني.
3. المادة التدريبية الأكثر ابتكارًا
وتمنحُ جائزتها لصاحبِ المادةِ التطبيقية المبتكرة التي تم إطلاقها وتنفيذها وتمتاز بالإبداع والبصمة المتميزة من حيث الاسم والمضمون.
وفازت بها اللبنانية الدكتورة جمانة فقيه، منافسةً كلًّا من الدكتور عبد الفتاح السمان، والأستاذ يوسف دوارة، وغيرهما.
4. الفيديو التحفيزي الأكثر مشاهدةً
وهيَ الفئة الوحيدة التي لا يَعتمد الاختيار فيها على نتائج التصويت بل على مشاهدة الرقم الأعلى من حيثُ (عدد المشاهدات، كمية التداول، نسبة الكثافة في التعليق وتناول الفيديو..وغيرها من المقاييس) في إحدى وسائل التواصل الاجتماعي أو جميعها.
بعد الأخذ بعينِ الاعتبار قيمةَ الفيديو من حيث فائدةِ المضمون فيما لا ينظر لطريقة العرض (سواء كانت مصورة بتقنيات عالية أو جزء من محاضرة أو سيلفي...)، وتمنح للأفراد لا للمؤسسات أو الوكالات الإعلامية.
وقد فازَ بها كلٌ من الإعلامي السعودي الشهير أحمد الشقيري وذلكَ عن فيديو «إحسان من المستقبل»، والمتحدث التحفيزي معتز مشعل، وصانع المحتوى المعروف سائد يونس، وعالم التربية الإعلامية السوري الدكتور محمد عصام محو صاحب الفيديو التربوي الأكثر انتشارًا في 2020م، والمصري الدكتور أحمد عمارة.
5. اليوتيوبر المفيد
وسطَ الكثير من القنوات الفاقدة للمضمون المفيد؛ يستحق بعض من طاروا بثقةٍ خارجَ السرب عبر نشرهم الفائدة والمضمون المفيد«البعيد عن السياسة أو الخلافات الدينية» أن يُكرَّموا ويتم تشجيعهم، وقد فازَ بالجائزةِ شابٌ مغربي.
6. شخصية سيبقى ذكراها (شخصية رحلت خلال العام)
لهذهِ الجائزة رمزيةٌ معنوية إذ تُحيي في الناسِ مبدأي (الوفاءَ والاقتداء) ويتم فيها قبول ترشيح الشخصيات ذات الأثر الإيجابي العالي من الناحية الثقافيةِ والمعنوية بغض النظرِ عن طبيعةِ عملهم سواءً كانوا أطباءً أو عمالًا أو فنانينَ أو مؤلفين أو شعراء وغيرهم وقد تمَّ في الدورة الأولى ترشيح الشخصيات التالية:
وفازَ بالجائزةِ الراحل الدكتور محمد مشالي الملقب بطبيب الغلابة، ونافسَ اسمهُ أسماءً راحلةً أخرى تمثلتَ بالمؤرخ السوري المعروف الدكتور سهيل زكار، والمخرج السوري الفلسطيني حاتم علي، والإعلامية اللبنانية نجوى قاسم، والسعودي الشيخ صالح كامل.